# 神田和泉町
神田和泉町（日语：／ Kanda-izumichō */?）是東京都千代田區的町名，未實施住居表示。2013年（平成25年）7月1日時的人口數為637人。郵遞區號101-0024。

## 地理
位於東京都千代田區東北部。北鄰台東區台東一丁目，東與台東區淺草橋以清洲橋通為界，南與千代田區神田佐久間町以佐久間學校通（佐久間学校通り）為界，西與千代田區神田松永町以昭和通為界。町域内商業氣息強烈，多辦公大樓與商店。

## 地名由來
町名來自藤堂高虎以來藤堂家當主代代世襲的官位「和泉守」。更正確的說，在江戶切繪圖中，町内有能勢、太田、中根、酒井各氏屋敷，而藤堂家屋敷面積最大。現在的昭和通又稱和泉橋通，「和泉」在此地作為地名的情形十分常見。
神田和泉町成立於1872年（明治5年）。1911年（明治44年）去除神田冠稱，1947年（昭和22年）神田區併入同時恢復冠稱。

## 歷史

### 江戶時代
江戶時代為武家地。明曆大火前的『新添江戶之圖』中，由西開始是伊勢國津藩藤堂大隅守（誤植）家上屋敷、信濃國松本藩水野出羽守家屋敷、旗本）中根壹岐守屋敷。
江戶時代中期，東北部增加出羽國庄內藩酒井左衛門尉家中屋敷，水野家屋敷遷離。
後期增加地黃城能勢熊之助家上屋敷、太田鉦吉屋敷。

### 明治時代
安政6年（1859年），種痘所從神田於玉池遷至藤堂家屋敷北的伊東玄朴邸，因此明治元年（1868年）7月，藤堂家屋敷舊址設置醫學所臨時醫院，加入橫濱軍陣醫院機能後改稱大醫院。大醫院經多次變遷後成為東京醫學校，明治9年（1876年）移至本鄉本富士町。
東京醫學校後變為東京大學醫學部，明治11年（1878年）11月其附屬醫院在神田和泉町設立第二醫院。醫院地點在町域東部，非過去醫學校時代的地點。第二醫院周圍機構陸續設立，明治7年（1874年）8月設立東京司役場（後東京衛生試驗所，現國立醫藥品食品衛生研究所），明治12年（1879年）設立養育院，明治27年（1894年）齋藤紀一在此開設東都醫院（現坪井醫院），此時聚集了許多衛生機構。
明治34年（1901年）1月29日，第二醫院發生火災，21名患者喪生，之後本地改作東京帝國大學醫科大學的運動場。後由三井家接手，明治42年（1909年）3月於原地開設三井慈善醫院（現三井紀念醫院）。

### 大正時代
大正12年（1923年）關東大震災，神田和泉町與佐久間町等奇蹟似的未被火災燒毀。一開始三輪化學試驗所失火由消防署撲滅，接著三井慈善醫院消防隊撲滅東京衛生試驗所的火勢。最後浅草方面的火勢逼近時，居民向帝國嘲筒株式會社借來水桶和幫浦以神田川的水成功阻擋火勢逼近。
政府為表揚這次事件，在昭和14年（1934年）1月於和泉町内設置「防火守護地」紀念碑。

### 昭和時代
昭和8年（1919年），佐久間國民學校自佐久間町遷至此地。平成5年與今川小學校合併成為和泉小學校。
昭和20年（1945年）3月10日東京大空襲遭受重大破壞。
戰後，東京衛生試驗所在昭和21年（1946年）移至世田谷區玉川用賀町（現上用賀）陸軍衛生材料廠舊址，三井厚生醫院在昭和22年（1924年）8月於原地臨時開業，昭和26年（1951年）3月新大樓竣工。
昭和23年（1948年），自三井紀念醫院取得部分土地成立農林省東京食糧事務所（現農林水產省關東農政局東京農政事務所）。昭和46年（1971年）10月移至大手町合同廳舍3號館，昭和46年（1971年），當地町會與PTA（家長教師協會）接觸，將事務所舊址改建為和泉公園。

## 設施
- 神田資源
- 三井紀念醫院（日语：三井記念病院）
- 千代田區立和泉公園
- 千代田區立和泉小學校、千代田區男女共同參與中心
- YKK本社
- 日本桌球（日语：日本卓球）本社
- 凸版印刷本社（北側的台東區台東也是大樓所在地）
- 日通神田中央運輸
- 住友商事神田和泉町ビル
- 鶴岡 和泉町店
- harvest-inc
- 麒麟飲料（日语：キリンビバレッジ）

## 交通

### 鐵路
- 町域内無鐵道站，但西邊的秋葉原站十分接近。

### 道路
國道
- 國道4號

## 中小學校的學區
若要就讀區立小、中學校，學區（校區）如下列表示。
| 町丁       | 番、番地 | 小學校               | 中學校               |
| ---------- | -------- | -------------------- | -------------------- |
| 神田和泉町 | 全域     | 千代田區立和泉小學校 | 無指定（學校選擇制） |

## 備註
1. ↑  千代田区ホームページ - 町丁別世帯数および人口（住民基本台帳）：平成25年7月1日現在 的存檔，存档日期2013-10-23.
2. ↑  ○千代田區學校の入學に關する規則 （页面存档备份，存于） - 千代田區例規集 2013年4月5日閲覧。
3. ↑  通學區域、區立中學校選擇、指定校變更、就學援助 的存檔，存档日期2013-05-08. - 千代田區 2013年4月5日閲覧。